# Dràcula (Mario Salieri)
Dràcula és una pel·lícula pornogràfica amb ambientació d'època produïda per Mario Salieri l'any 1994. És considerada com una de les seues obres més notables. Suposa una adaptació lliure de la novel·la homònima de Bram Stoker i es va comercialitzar amb diversos noms alternatius, com Vlad Tepes - The Legend of Dracula, Das Böse, Dracula XXX, Vlad Tepes - La leggenda di Dracula i Mario Salieri's Dracula. La pel·lícula va ser doblada al valencià per la productora d'Almassora Negro y Azul, que la va distribuir en 1995, amb motiu dels IV premis de la cartelera Turia.

## La pel·lícula
La pel·lícula inicia amb una ambientació en la Romania del segle xv, concretament l'any 1495 mentre esdevenien les guerres d'expansió dels Otomans en l'Europa Oriental. Després de la mort del noble, el nou senyor que ostenta el castell (Roberto Malone) decideix posseir a la dona de Vlad Dracul (Selen, protagonista del film) sobre la tomba d'este per a reafirmar la seua legitimitat. Quatre segles després, l'any 1887 en Bedford (Londres) comença la nova trama de la pel·lícula on unes hereves britàniques es desplacen en carruatge per heretar unes propietats a Romania. Tot i el títol, el personatge de Dràcula no apareix quasi en la trama.
A la pel·lícula es veuen alguns dels recursos cinematogràfics del director, com l'ús d'interiors de vehicles com a escenari per a alguna de les escenes. Entre els protagonistes hi ha Ron Jeremy, Selen i Draghixa, que fan una actuació destacada al film. Destaca per la seua ambientació, una posada en escena correcta i per l'ús de recursos cinematogràfics pocs comuns al cinema pornogràfic en general i del director en particular, com l'aparició de vísceres o escenes més gore.

## Escenes
La pel·lícula presenta un total de deu escenes sexuals els participants de les quals que es detallen a continuació:
- Escena 1. Deborah Wells, Selen, Tania Larivière, Roberto Malone
- Escena 2. Deborah Wells, Tania Larivière, Roberto Malone
- Escena 3. Draghixa, Jean-Yves Li Castel, Ron Jeremy
- Escena 4. Selen, Ron Jeremy
- Escena 5. Dalila, Jean-Yves Li Castel, Richard Langin
- Escena 6. Maeva, Ron Jeremy
- Escena 7. Simona Valli, Jean-Yves Li Castel, Ron Jeremy
- Escena 8. Draghixa, Joy Karin, don Fernando, Eric Weiss
- Escena 9. Valentina Velasquez, John Walton
- Escena 10. Joy Karin, John Walton